# Cristina Alverà
Cristina Alverà (Pieve di Cadore, 28 febbraio 1963) è una giocatrice di curling italiana, di Cortina d'Ampezzo, atleta del Curling Club Dolomiti.

## Carriera agonistica

### Nazionale
Il suo esordio con la nazionale italiana di curling è stato il campionato europeo del 1996, disputato a Copenaghen, in Danimarca: in quell'occasione l'Italia si piazzò al nono posto. Con la nazionale assoluta partecipa a due campionati europei.
In totale Cristina, erroneamente chiamata Christina Alverà dalla WCF, vanta 13 presenze in azzurro.
CAMPIONATI
Nazionale assoluta: 13 partite
- Europei
  - 1996 Copenaghen ( Danimarca) 9°
  - 1997 Füssen ( Germania) 11°

### Campionati italiani
Cristina ha preso parte ai campionati italiani di curling dal 1990 in poi, inizialmente con il Curling Club New Wave poi con il Curling Club Olimpia ed infine con il Curling Club Dolomiti ed è stata più volte campionessa d'Italia:
Italiani assoluti
- 1994  con Gianna di Lorenzo, Sandra Ruatti e Carla Alverà (CC New Wave)
- 1998  (CC Olimpia)

## Altro
Cristina è sorella della giocatrice di curling Carla Alverà.